# Mikroregion Nechranicko
Mikroregion Nechranicko je dobrovolný svazek obcí v okresu Chomutov a okresu Louny, jeho sídlem je Březno a jeho cílem je podpora regionálního rozvoje. Sdružuje celkem 8 obcí a byl založen v roce 2000.

## Obce sdružené v mikroregionu
- Březno
- Chbany
- Rokle
- Kadaň
- Žatec
- Libočany
- Libědice
- Zöblitz v Německé spolkové zemi Sasko